# Пітер Меєр
Пітер Меєр (нід. Pieter Mijer; 3 червня 1812 — 6 лютого 1881) — нідерландський політик, міністр колоній, сорок сьомий генерал-губернатор Голландської Ост-Індії.

## Біографія
Пітер Меєр народився в Батавії. Він переїхав до Нідерландів в 1820 році для здобуття освіти. Вчився в Лейденському університеті, отримав докторську ступінь з права 11 жовтня 1832 року. Через шість днів він прийняв присягу адвоката в Гаазі, де працював наступні декілька років. Потів він повернувся в Ост-Індію і в лютому 1835 року вступив на державну службу. 
Меєр був міністром колоній з 1 січня по 1 липня 1856 року в кабінеті ван дер Брюггена і з 1 липня 1856 по 18 березня 1858 року в кабінеті ван Халла-Куртіуса. З червня 1860 по травень 1866 був членом консервативної опозиції в палаті представників. 
У 1866 році він знову став міністром колоній в консервативному кабінеті ван Зейлен ван Неєлвелта. Через декілька місяців він був призначений генерал-губернатором Ост-Індії. 17 вересня він подав у відставку і в той же день кабінет міністрів рекомендував його на посаду губернатора. Він прийняв присягу 20 вересня. 
Пізніше з'ясувалось, що ван Зейлен ван Неєлвелт змовився з Меєром про те, що коли Меєр увійде в кабінет, то підтримає бюджет. Після цього ван Зейлен ван Неєлвелт призначить його на посаді генерал-губернатора, посаді. якої давно добивався Меєр, оскільки зарплатня на ній була вище, ніж у міністерстві. Конфлікт з палатою представників, що виник після викриття змови привів до ствоення принципу довіри в голландському парламеті, який полягає в тому, що міністр, державний секретар або кабінет в цілому повинен піти у відставку, якщо він більше не користується довірою однієї з палат.
По поверненні з колоній, Меєр жив спочатку в Утрехті, а потім у Схевенінгені, де помер 6 лютого 1881 року.

## Галерея

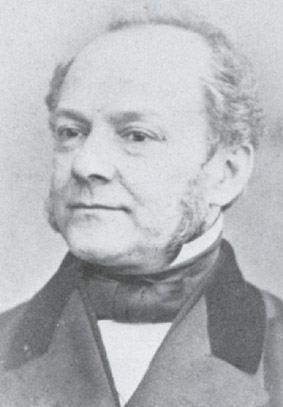
Фотографія Пітера Меєра
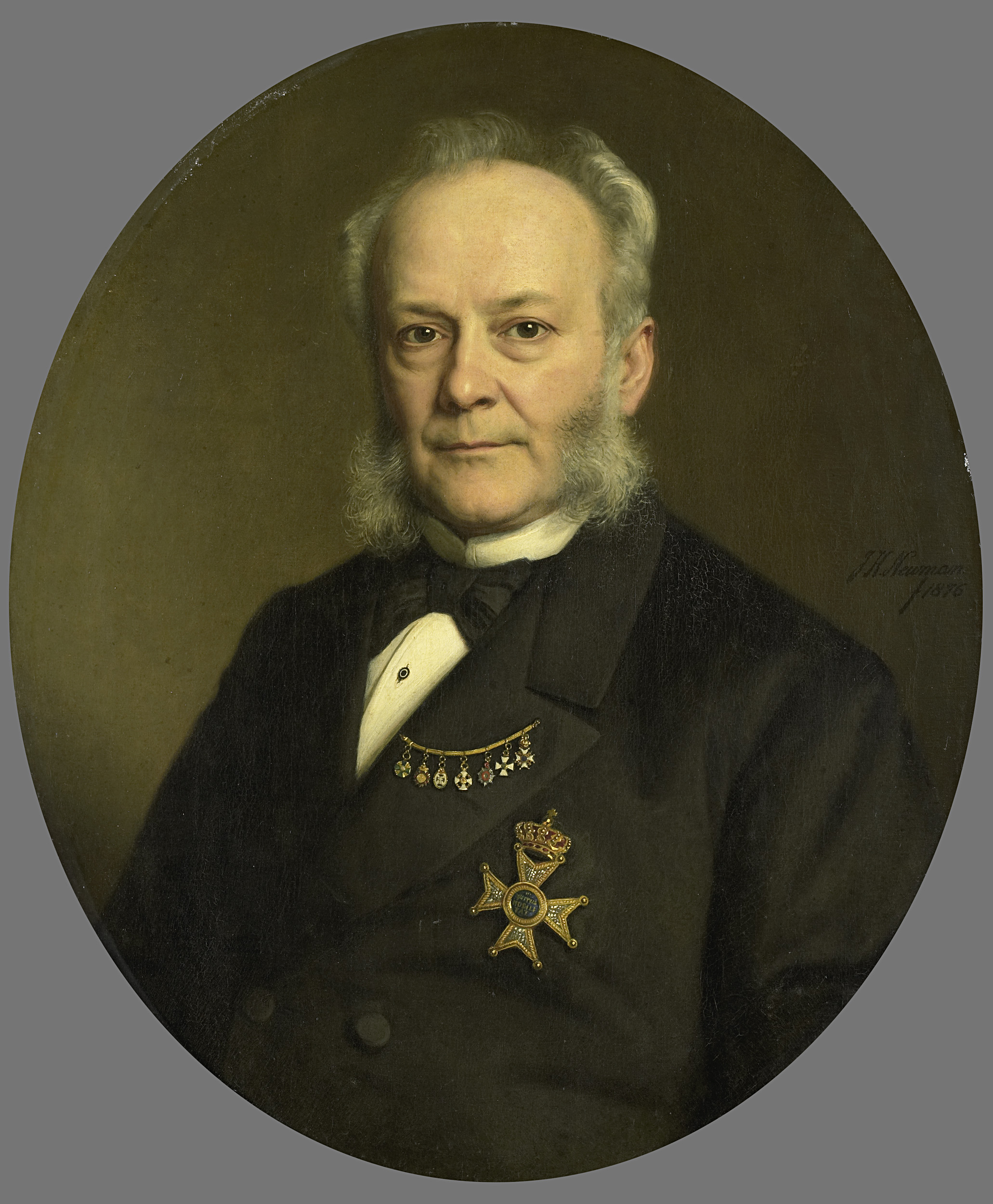
Потртет Пітера Меєра. Амстердам, Державний музей
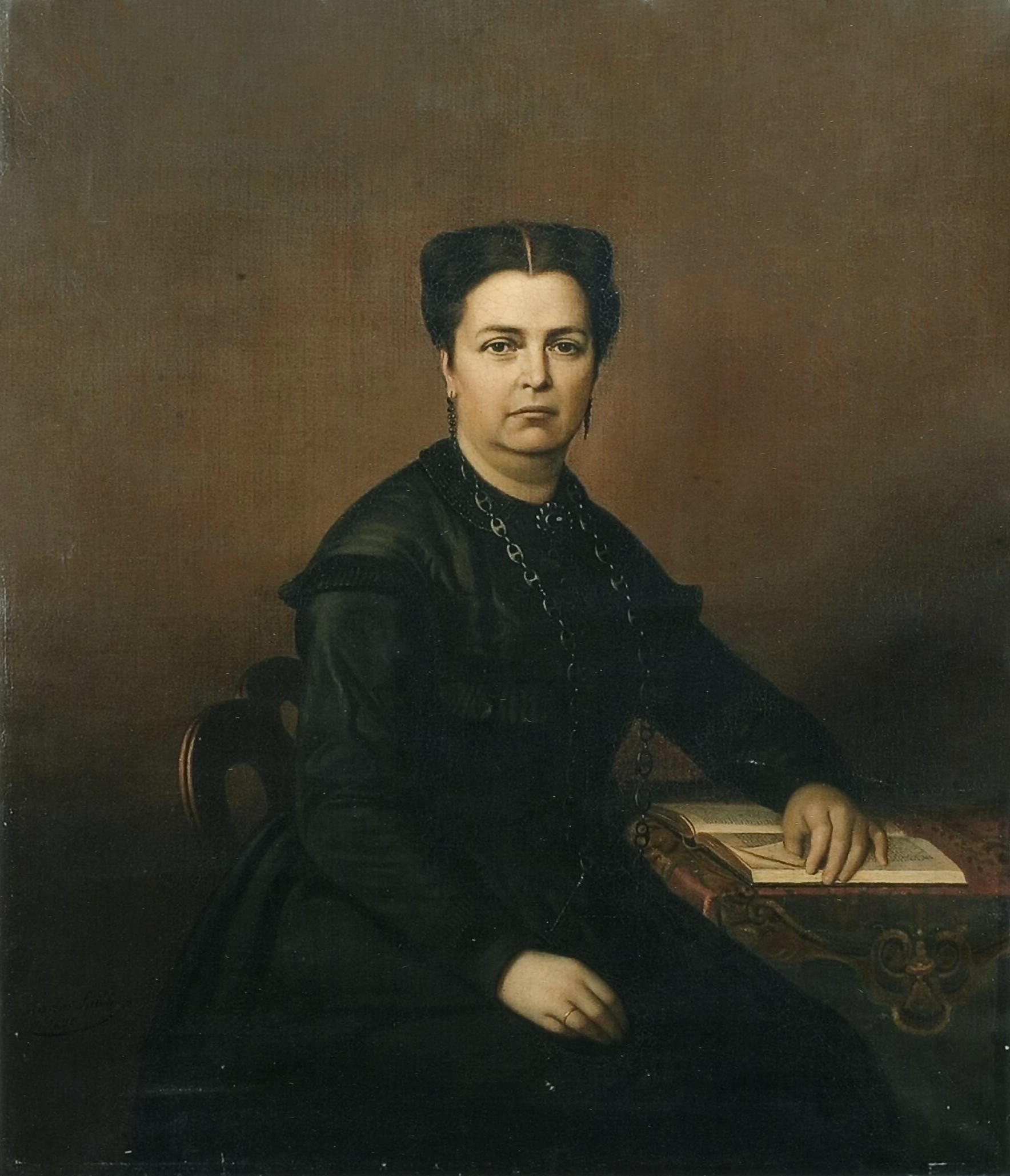
Жанетт Пітермаат, джужина Меєра. Автор Раден Салех.